# Evgueni Limarev
Yevguéniy Limariov (en russe : Евгений Львович Лимарёв ; serait né en 1965 à Bichkek en Kirghisie soviétique), se fait aussi appeler Limanov sur Internet.
Il s’est fait momentanément connaître du grand public lors de l’empoisonnement en novembre 2006 d’Alexandre Litvinenko à Londres, par ses déclarations fracassantes, mais vagues et opportunistes. Il se présente lui-même comme « expert indépendant en politique et sécurité / pays d’ex-URSS ».

## Biographie réelle ou inventée?
Limariov serait un fils d'un haut gradé du KGB ce qui n’a jamais été confirmé d’une source indépendante et sûre.

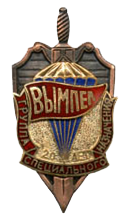
Le KGB avait sa propre unité de forces spéciales « anti terroriste », le Vympel créé en 1981, repris depuis par le FSB dont voici l'écusson.

Du temps de l’Union soviétique, il serait, toujours selon ses propres dires, un ancien technicien subalterne civil – interprète engagé volontairement (en russe : вольнонаемный переводчик), dans le centre d'entraînement de la PGOU du KGB à Balachikha-2 où était formée une toute petite partie des espions soviétiques envoyés à l'étranger, dont les membres du fameux commando Spetsnaz Vympel ("Вымпел") du KGB. Par extrapolation les tabloïdes étrangers ont fait de Limariov un espion soviétique et membre du KGB lui-même, ce qui serait absolument faux car Limariov n'a jamais prétendu être un officier de carrière ou élément opérationnel du KGB soviétique ni du SVR ou FSB de la Russie actuelle. En revanche, vu son profil, il pourrait très bien avoir été un indicateur secret du KGB comme l'ont été des millions de soviétiques.
Depuis 1993 Limariov s’était définitivement installé en Europe de l’Ouest, d’abord en Suisse où il aurait été le vice-président d’une obscure fondation. En 1999 Limariov avait pour la première fois alimenté la chronique, lorsque les détectives privés de cette fondation enregistrée en Suisse avaient « filoché » le ministre de l’intérieur russe Sergueï Stépachine lors de la visite de ce dernier en Confédération suisse, et ceci, prétendument, pour le compte du président de la Douma russe de l’époque Guénady Sélezniov (qui serait le président d’honneur de cette fondation),
Deux informations judiciaires auraient été ouvertes à l'encontre de Limariov par les autorités russes en 1995 et 1996, mais les poursuites pénales semblent être abandonnées. Le concerné nie avoir commis un quelconque crime et/ou délit en Russie et prend les postures d'une victime supposée.
Depuis 2001 à 2006, il habita avec sa famille en France, dans la ville de Cluses (Haute-Savoie).
Dans le but officiel de développer les échanges culturels entre les anciens ressortissants de l'ex-Union soviétique en mars-avril 2001, il semble avoir participé à la création de l'association RusGlobus-MR, dont le domaine français rusglobus.net n'est plus maintenu. Dans le cadre de cette association, son épouse et lui vendraient des objets d'art.
Les chiffres des dons inexistants des années 2007-2009 semblent prouver le caractère purement factice de cette association, en revanche une annonce d'offre de services des investigateurs privés est proposée sur le site de cette association sans préciser si les  fameux « investigateurs » ont les qualités, la formation et les agréments requis, ce qui donne l'impression d'être le site d'une officine privée de barbouzes.
De 2002 à 2004, il approcha à Genève l'organisation Médecins sans frontières pour proposer son aide et ses relations dans le cadre des pourparlers pour la libération d'un chef de mission retenu en otage au Daghestan. Son aide fut inefficace.
En 2006, Limariov a été impliqué dans le battage médiatique autour de l'assassinat d'Alexandre Litvinenko par empoisonnement au polonium 210. Dans cette affaire, il déclara n'avoir joué qu'un rôle de consultant, grâce à ses prétendus contacts au sein du KGB et accusa d'abord une obscure organisation de vétérans du KGB "Dignité et honneur" d'être le possible commanditaire de cet assassinat. Le président de cette association Valentin Vélitchko, avait déclaré en décembre 2006 n'avoir jamais entendu parler de Litvinenko ni de Limariov. Par la suite Limariov a retiré ses déclarations en précisant qu'on l'avait mal compris.
De son côté, l’assassin supposé de Litvinenko Andreï Lougovoï avait déclaré concernant Limariov qu’il n’avait pas à se prononcer sur un personnage qui n’existe pas (dans le sens d’appartenance effective ou ancienne aux services spéciaux).
Limariov déclara également être « prêt à collaborer avec les services de sécurité français, italiens et anglais ». De fait, il a ensuite disparu avec sa famille sans laisser de traces, dès que sa véritable identité fut rendue publique. Selon, les rumeurs répandues par les tabloïdes étrangers, Limariov avec sa famille vivrait sous la protection policière spéciale. Il a eu l’honnêteté de le démentir lui-même. Nous savons désormais qu'il habite toujours en Haute Savoie, à Cluses, avec sa famille.

## Sources
- Quotidien Le Monde du 8 décembre 2006.
- Hebdomadaire L'Essor savoyard du 14 décembre 2006.
- Quotidien Le Dauphiné Libéré du 4 février 2007, rapporté sur un blog